# Liesijärvi
Liesijärvi eller Liesjärvi är en sjö i Finland. Den ligger i kommunen Parkano i landskapet Birkaland, i den sydvästra delen av landet, 220 km norr om huvudstaden Helsingfors. Liesijärvi ligger 149,1 meter över havet. Arean är 1,38 kvadratkilometer och strandlinjen är 13,57 kilometer lång. Sjön  ingår i Kumo älvs huvudavrinningsområde.   I omgivningarna runt Liesijärvi växer i huvudsak blandskog.
I övrigt finns följande i Liesijärvi:
- Heikinsaaret (en ö)
- Ruohokarit (en ö)
- Viitasaari (en ö)
- Kalliokari (en ö)
- Halmeskari (en ö)
- Selkäkari (en ö)
- Lammassaari (en ö)